# Кирхвајлер
Кирхвајлер (њем. Kirchweiler) општина је у њемачкој савезној држави Рајна-Палатинат. Једно је од 109 општинских средишта округа Вулканајфел. Према процјени из 2010. у општини је живјело 377 становника. Посједује регионалну шифру (AGS) 7233039.

## Географски и демографски подаци
Кирхвајлер се налази у савезној држави Рајна-Палатинат у округу Вулканајфел. Општина се налази на надморској висини од 540 метара. Површина општине износи 6,3 km². У самом мјесту је, према процјени из 2010. године, живјело 377 становника. Просјечна густина становништва износи 60 становника/km².